# Puntos suspensivos (película)
Puntos suspensivos es una película española de 2024 del género thriller dirigida por David Marqués, quien la coescribió junto a Rafael Calatayud Cano. Está protagonizada por Diego Peretti, José Coronado, Cecilia Suárez y Georgina Amorós. Su premiere fue el 2 de marzo de 2024 en el Festival de Málaga, y luego se estrenó en cines de España el 20 de septiembre de 2024, con distribución de Vértice 360.

## Trama
Leo (Diego Peretti) es un exitoso escritor de novelas de misterio que firma con el seudónimo de Cameron Graves. Mientras escribe su próximo libro en un aislado chalet, recibe la extraña visita de Jota (José Coronado), un inquietante personaje que dice ser periodista. Nadie conoce la identidad de Leo y solo Victoria (Cecilia Suarez), su agente, sabe que está allí. Un oscuro secreto relacionado con Adriana (Georgina Amorós), su joven amante, parece estar detrás de la misteriosa visita.

## Reparto
- Diego Peretti como Leo
- José Coronado como Jota
- Cecilia Suárez como Victoria
- Georgina Amorós como Adriana

## Producción
En noviembre de 2022, el director David Marqués anunció que tenía previsto empezar a rodar en diciembre de 2022 la película Puntos suspensivos, junto a la productora Morena Films. El rodaje comenzó en Berrocalejo con Diego Peretti, José Coronado, Cecilia Suárez y Georgina Amorós como protagonistas; y en enero de 2023 también se anunció que se rodarían escenas de la película en Navalmoral de la Mata.

## Lanzamiento y marketing
El 23 de noviembre de 2023, la distribuidora Vértice 360 anunció que estrenaría Puntos suspensivos en cines el 8 de marzo de 2024. En febrero de 2024, se anunció que la película tendría su estreno mundial en el Festival de Málaga el 2 de marzo de 2024, y que su estreno comercial había sido retrasado a algún punto indefinido de 2024. El 1 de agosto se lanzó el trailer oficial y se anunció la fecha de estreno en cines de España para el 20 de septiembre de 2024.